# Albert K. Cohen
Albert Kircidel Cohen (* 15. Juni 1918 in Boston, Massachusetts; † 25. November 2014 in Chelsea, Massachusetts) war ein US-amerikanischer Kriminologe, der zu den Klassikern der Kriminalsoziologie gezählt wird. Er ist der Begründer der kriminologischen Subkulturtheorie.

## Leben
Cohen studierte an der Harvard University und an der Indiana University. In Harvard war er Schüler der Soziologen Talcott Parsons und Robert K. Merton. In Indiana wandte er sich unter dem Einfluss von Edwin H. Sutherland kriminologischen Fragestellungen zu. Seit 1947 lehrte Cohen an der Indiana University und der University of Connecticut Soziologie und Kriminologie. 1971/72 amtierte er als Präsident der Society for the Study of Social Problems (SSSP).
In seinem Buch Delinquent boys. The culture of the gang (1955) verwendet Cohen erstmals eine Konzeption von Subkultur für eine kriminologische Analyse. Der Terminus Subkultur wird dabei zur Beschreibung kleinerer Gruppen verwendet, deren Mitglieder sich persönlich kennen und sich durch gruppenspezifische Normen von der sozialen Umwelt (insbesondere der der Erwachsenen) abgrenzen. Kriminelle Handlungen haben in diesem Zusammenhang nicht zwingend einen instrumentellen Charakter, sie können auch ein symbolische Funktion haben und um ihrer selbst begangen werden.

## Schriften (Auswahl)
- Delinquent boys.The culture of the gang. Free Press, Glencoe (Illinois) 1955.
  - Kriminelle Jugend. Zur Soziologie jugendlichen Bandenwesens, Reinbek bei Hamburg: Rowohlt, 1961.
- Deviance and control. Prentice-Hall, Englewood Cliffs 1966.
  - Abweichung und Kontrolle, 4. Auflage, München: Juventa-Verlag, 1975, ISBN 3-7799-0134-X (erste Auflage 1968).
- The elasticity of evil. Changes in the social definition of deviance. Blackwell for the Oxford University Penal Research Unit, Oxford 1974, ISBN 0631142800.